# Abel Gance

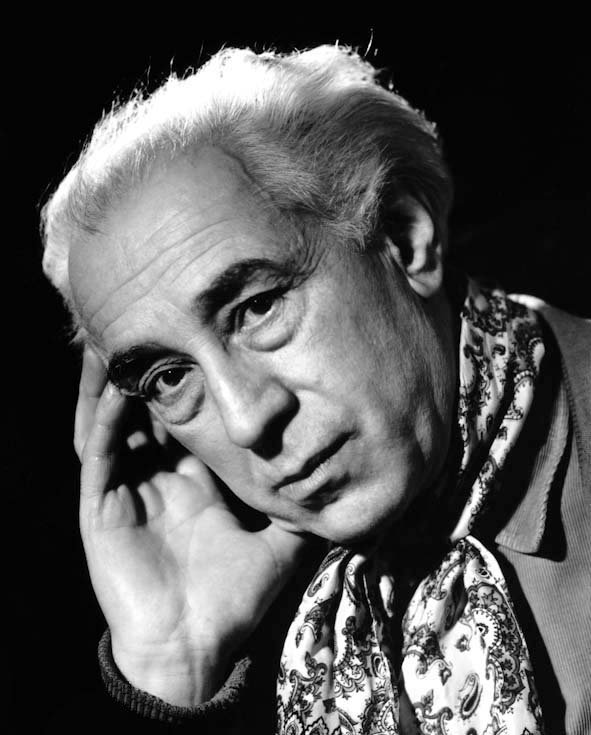
Abel Gance (1957)

Abel Gance (* 25. Oktober 1889  in  Paris; † 10. November 1981 ebenda) war ein französischer Filmpionier.

## Leben
Abel Gance wurde als unehelicher Sohn des wohlhabenden Arztes Abel Flamant geboren. Er wuchs auf bei seiner aus der Arbeiterklasse stammenden Mutter Francoise Perethon, die später ihren Freund Adolphe Gance heiratete. Auf Veranlassung der Eltern begann Gance zuerst eine Lehre bei einem Rechtsanwalt, aber schon mit 19 Jahren zog es ihn auf die Theaterbühne in Brüssel. Zurückgekehrt nach Paris trat er 1909 bereits erstmals als Schauspieler im Film Moliére von Léonce Perret auf. Nach weiteren kurzen Filmrollen lernte Gance auch das Schreiben von Drehbüchern. Das Schauspielern brachte ihm jedoch kein ausreichendes Einkommen und Gance lebte zu dieser Zeit in sehr ärmlichen Verhältnissen. Auf Grund unzureichender Ernährung erkrankte er an Tuberkulose, konnte die Krankheit aber allmählich überwinden.
1911 gründete Gance eine Produktionsfirma und führte erstmals Regie in einem eigenen Film, La Digue, der jedoch, wie viele weitere seiner frühen Filme, keinen Erfolg zeitigte. Aus Frust kehrte Gance erst einmal zur Bühne zurück und wollte in dem fünf Stunden langen, selbstgeschriebenen Stück Victoire de Samothrace zusammen mit Sarah Bernhardt in der Hauptrolle auftreten. Das Stück wäre vermutlich ein Erfolg geworden, wenn nicht der Ausbruch des Ersten Weltkrieges die Premiere verhindert hätte. Wegen seines immer noch schlechten Gesundheitszustandes brauchte Gance an keinen Kampfhandlungen teilnehmen und es gelang ihm, eine profitable Anstellung als Regisseur bei der Film d’Art-Gesellschaft zu finden. Die Filme Mater Dolorosa (1917) und La Dixieme Symphonie (Die zehnte Symphonie, 1918) waren erfolgreich und Gance schuf sich einen Ruf als „wilder Experimenteur“ mit für die Zeit ungewöhnlichen Gestaltungsmitteln, wie Nahaufnahmen und Kamerafahrten. Er hatte deshalb einige Dispute mit der Geschäftsführung seiner Filmfirma auszufechten.
Nun musste Gance dann doch noch in den letzten Kriegshandlungen des Ersten Weltkrieges antreten, wurde aber kurze Zeit später wegen einer Vergiftung durch Senfgas wieder aus der Armee entlassen. Er beantragte jedoch, wieder eingestellt zu werden, um für seine neueste Idee, einen Film mit dem Titel J’accuse (J’accuse – Ich klage an, 1919, den er 1938 mit u. a. Jean-Louis Barrault erneut verfilmte), realistische Kriegsszenen drehen zu können. Das Dreiecksmelodram wurde unerwartet ein Erfolg in ganz Europa und war der erste europäische  Film, der echte Szenen von Kriegshandlungen in einer fiktiven Filmgeschichte einband. Der Film wurde am 11. November 2014 vom deutsch-französischen Fernsehsender arte gezeigt. Die begleitende Filmmusik wurde von Philippe Schoeller geschrieben und von Frank Strobel dirigiert. Seine experimentellen, schnellen Filmschnitte sollen auch Sergei Eisenstein und Wsewolod Pudowkin bei deren Werken beeinflusst haben.
Während des nächsten Filmes, La Roue (1923), erkrankten Gance und seine zweite Ehefrau Ida Danis an einem Grippe-Virus, von dem sich zwar Gance erholte, nicht aber seine Frau. Sie starb kurz vor Veröffentlichung des Films. Aus Gram verließ Gance Europa und reiste in die Vereinigten Staaten. Die Reise wurde eine landesweite Kampagne für seinen Film J’Accuse! und Gance erhielt äußerst profitable Angebote aus Hollywood, die er jedoch dankend ablehnte. Mit dem Hollywood-Produktionssystem konnte er sich nicht anfreunden. Einer der glücklichsten Momente für Gance war das Lob des Hollywood-Regisseurs David Wark Griffith während der Aufführung des für Amerika gekürzten Filmes J’Accuse! in New York City. Auf eine Frage, was denn der Film überhaupt anklage, antwortete Gance: „Den Krieg und seine Dummheit!“ Zurück in Frankreich erntete Gance dann große Zustimmung für seinen neuen Film La Roue, hier besonders für die Montagetechnik.
1927 schuf Gance seinen bekanntesten Film: Napoléon, der als „Lexikon der Filmtechnik“ bezeichnet wurde, vereinte er doch alle bisher bekannten Filmtechniken der auslaufenden Stummfilmzeit in einem Film. So wurden unter anderem Farbaufnahmen, 3D-Aufnahmen und die ersten Breitwand-Szenen gezeigt, gedreht mit drei Kameras. Diese wurden mit drei Projektoren auf eine riesige gebogene Leinwand projiziert und nahmen damit solche Filmformate wie Cinerama, Cinemiracle und Cinemascope vorweg. Für die endgültige Verleihfassung nahm Gance, mit Ausnahme der 3-Projektor-Szenen, alle Farb- und 3D-Szenen jedoch wieder aus dem Film heraus, da er fürchtete, das Publikum zu sehr zu verwirren. Dennoch erhielt der Film Stehapplaus bei seiner Uraufführung in Paris. Anschließend wurde der Film allerdings nur in acht europäischen Städten gezeigt, da die Anforderungen an die Projektionstechnik nur von wenigen Filmtheatern erfüllt werden konnten. Für die Vereinigten Staaten erwarb MGM die Vertriebsrechte, entschied sich aber, den Film nicht mit drei Projektoren in Breitwand aufzuführen, mit der unverständlichen Behauptung, das würde die Einführung des Tonfilmes stören. Das Ergebnis war ein Misserfolg an den Kinokassen in den Vereinigten Staaten.
Der Film Napoléon war der letzte, in dem Gance seine eigene Kreativität einsetzen konnte. Seine nachfolgenden Tonfilme wurden für Studios produziert, die auf Experimente verzichteten. Dennoch wandte sich Gance auch in den folgenden Jahren ab und zu seinem Meisterwerk zu. So erhielt der Film 1934 Stereo-Toneffekte mit einem so genannten Pictographen.
Während seines restlichen Lebens kritisierte Gance Filmhistoriker, die dem Film Napoléon, seiner Meinung nach, nicht den Stellenwert einräumten, der ihm gebühre. Schließlich verbrachte der britische Regisseur Kevin Brownlow zwei Jahrzehnte mit der Restaurierung und Zusammenfügung aller Szenen des Meisterwerks.
Die Neuaufführung mit der Filmmusik von Sir Carl Davis erfolgte 1979 in London. Sie wurde ein überwältigender Erfolg.
1981 wurde der Film mit der Musik von Carmine Coppola in einer Produktion von dessen Sohn Francis Ford Coppola in der Radio City Hall aufgeführt und erlangte damit auch den Erfolg in den Vereinigten Staaten, den er und sein Regisseur in der Filmgeschichte verdienten.
Glücklicherweise lebte Gance lang genug, um den Erfolg seines Filmes noch miterleben zu können. Er plante einen letzten Film über Christoph Columbus, als er 92-jährig starb.

## Filmografie (Auswahl)
- 1912: Une vengeance d’Edgar Poë
- 1915: La folie du Docteur Tube
- 1916: Le droit à la vie
- 1917: Barberousse
- 1917: Mater Dolorosa
- 1918: Die zehnte Symphonie (La dixième symphonie)
- 1919: J’accuse – Ich klage an (J’accuse)
- 1923: La Roue
- 1924: Au secours!
- 1927: Napoleon (Napoléon)
- 1931: Das Ende der Welt (La fin du monde)
- 1936: Beethovens große Liebe (Un grand amour de Beethoven)
- 1960: Austerlitz – Glanz einer Kaiserkrone (Austerlitz)
- 1964: Cyrano und d’Artagnan (Cyrano et d’Artagnan)